# Guillaume Dumanoir (junior)
Guillaume Dumanoir (Parigi, ... – Parigi, ...; fl. XVIII secolo) è stato un compositore e violinista francese.

## Biografia
Omonimo figlio di Guillaume Dumanoir, nel 1668 succedette a suo padre come direttore generale della Ménéstrandise, la corporazione francese dei musicisti. Precedentemente ebbe alcune divergenze con Jean-Baptiste Lully circa il monopolio dell'insegnamento della musica, controversia sfociata in causa legale, che Dumanoir perse nel 1673.
Durante il suo mandato di direttore della Ménéstrandise sollevò altre polemiche, contestando la Reale Accademia della Danza e pretendendo che tutti i musicisti, anche quelli direttamente dipendenti dal re, fossero iscritti alla sua corporazione. Rassegnò le proprie dimissioni il 1º dicembre 1695. Poche sue composizioni, solo alcune danze, sono giunte fino a noi.